# 高橋和人
高橋 和人（たかはし かずと、1984年6月12日 - ）は、日本の元男子バレーボール選手、指導者。

## 来歴
山形県山形市出身。家族の影響で、山形東小学3年（山形市東小スポーツ少年団）よりバレーボールを始める。
山形中央高校を卒業後、東海大学へ進学。大学卒業後の2007年に豊田合成トレフェルサへ入団した。
2010年、全日本代表メンバーに初選出された。
2011年、豊田合成トレフェルサを退団し、同年9月に大分三好ヴァイセアドラーに移籍。
2013年5月、大分三好を退団し、ジェイテクトSTINGSに移籍した。2017年5月に現役引退。
2017年8月、日立リヴァーレのコーチに就任。2019年に退団。

## 人物
- バレーボール選手の高橋みゆきは実姉。

## 所属チーム
- 山形中央高校
- 東海大学
- 豊田合成トレフェルサ（2007-2011年）
- 大分三好ヴァイセアドラー（2011-2013年）
- ジェイテクトSTINGS（2013-2017年）